# Science-Fiction-Jahr 1962
Übersicht

◄◄ | ◄ | 1958 | 1959 | 1960 | 1961 | Science-Fiction-Jahr 1962 | 1963 | 1964 | 1965 | 1966 | ► | ►►

Weitere Ereignisse